# Kangra (distrikt)
Kangra (hindi: काँगड़ा जिला) er et distrikt i den indiske delstat Himachal Pradesh. Distriktets hovedstad er Dharamsala. 

## Demografi
Ved folketællingen i 2011 var der 1,507,223 indbyggere i distriktet, mod 1,339,030 i 2001. Den urbane befolkningen udgør 5,73 % af befolkningen.
Børn i alderen 0 til 6 år udgjorde 10,67 % i 2011 mod 12,29 % i 2001. Antallet af piger i den alder per tusinde drenge er 873 i 2011 mod 836 i 2001.